# Float (singolo Flogging Molly)
Float è un singolo del gruppo musicale statunitense Flogging Molly, pubblicato nel 2008. È arrivato in 40ª posizione nella classifica Alternative Songs, pubblicata dalla rivista statunitense Billboard.

## Tracce
1. Float – 4:53
2. Man with No Country – 3:04